# Lake Placid (Florida)
Lake Placid város az USA Florida államában, Highlands megyében. Lakosainak száma 2360 fő (2020. április 1.).

## Népesség
A település népességének változása:

| 2010 | 2 223 |
| 2020 | 2 360 |